# Elye Wahi
Sepe Elye Wahi (* 2. Januar 2003 in Courcouronnes) ist ein französisch-ivorischer Fußballspieler, der bei Eintracht Frankfurt unter Vertrag steht.

## Karriere

### Verein
Wahi begann seine fußballerische Karriere bei JS Suresnes, ehe er 2016 zum SM Caen wechselte. 2018 wechselte er über den FC Montfermeil zum HSC Montpellier. Dort spielte er zunächst in der zweiten Mannschaft. 2018/19 spielte er mit dem HSC in der Youth League ein Spiel. Am 16. Dezember 2020 (15. Spieltag) debütierte er für die Profimannschaft, als er gegen den FC Metz in der 86. Minute für Gaëtan Laborde eingewechselt wurde. Bei seinem nächsten Einsatz (20. Spieltag) schoss er gegen die AS Monaco sein erstes Profitor. Auch in den folgenden Spielen kam er zu Einsätzen und auch zu Toren. In der Saison 2021/22 schoss er dann in 33 Einsätzen zehn Tore und bereitete zwei vor. Die Spielzeit 2022/23 beendete er mit 19 Toren und sechs Vorlagen in erneut 33 Ligapartien.
Nach einem weiteren Einsatz für Montpellier wechselte er im August 2023 für 35 Millionen Euro zum Ligarivalen RC Lens.
Ein Jahr später wechselte er zu Olympique Marseille.
Im Januar 2025 wechselte er zu Eintracht Frankfurt.

### Nationalmannschaft
Wahi spielte bislang für diverse Nationalmannschaften der Jugendmannschaften Frankreichs.